# Aghada
Aghada är en ort i republiken Irland.   Den ligger i grevskapet County Cork och provinsen Munster, i den södra delen av landet. Aghada ligger mellan 0 och 59 meter över havet och antalet invånare är 1 015.
Terrängen runt Aghada är platt. Kring Aghada finns främst jordbruksmark. 